# Luca Celli
Luca Celli (Forlimpopoli, 23 de febrero de 1979) es un ciclista italiano, que fue profesional de 2004 a 2010. 

## Palmarés
2005
- Tour de Valonia, más 1 etapa[1]

2007
- 1 etapa de la Vuelta a Renania-Palatinado

2008
- 2.º en el Campeonato de Italia Contrarreloj